# 中村翫雀 (3代目)
三代目 中村 翫雀（なかむら かんじゃく、1841年（天保12年） - 1881年（明治14年）2月3日）は幕末から明治期にかけて上方で活躍した歌舞伎役者。定紋は寒雀の中に翫、屋号は成駒屋。俳名に芝賞。

## 人物と芸風
京都伏見の生まれ。父は淀藩与力・飯田直次郎。幼くして髪結床の養子となるも、嘉永4年（1851年）歌舞伎役者二代目嵐璃珏の門人となり、四代目嵐珏蔵を名乗って大坂の舞台に立つ。その後の活躍もあり四代目中村歌右衛門の未亡人に認められ、位牌養子となる。
文久3年（1864年）8月、大坂筑後の芝居の『敵討天下茶屋聚』の源次郎で三代目中村翫雀を襲名。以後は若手花形役者として活躍し、初代實川延若と一座を組む。その人気は、延若、中村宗十郎とともに「道頓堀の三大将」と謳われた。明治以降は東京の舞台にも立ち、四代目中村芝翫と兄弟の盃を交わして東西成駒屋の提携を結ぶなど当地での足場を着実に固めていき、五代目歌右衛門の有力候補と目されていたが、1881年（明治14年）1月、神戸菊水館『大岡政談』の大岡越前守をつとめていた時に病に倒れ2月3日、実子である鴈治郎に看取られて死去した。墓所は大阪市常国寺
温厚な性格で、古い役者の型に通じる博学さは東西の役者から尊敬を受け、九代目市川團十郎の信頼も厚かった。小柄だったが、溢れるばかりの色気に恵まれ、口跡容姿ともに良く、立役、女形ともに巧みだった。和事の本格的な芸風は実子の初代中村鴈治郎に継承された。

## 鴈治郎の父として
翫雀は大坂新町の妓楼扇屋の一人娘、林妙と結婚し一子玉太郎をもうけた。これが初代中村鴈治郎である。この際、かつて被差別階級だった歌舞伎関係者との婚約に難色を示した義母の意向を酌んで、翫雀は一時期舞台を遠ざかっている。だが舞台が忘れられず間もなく復帰、養父母とは義絶した。鴈治郎はこのことには終世複雑な感情を抱いていたといわれる。後年父と同じ歌舞伎役者となった鴈治郎は、明治10年（1877年）父と再会している。この時は鴈治郎は母親には再会を告げなかった。